# Frédéric Le Play
Frédéric Le Play (ur. 11 kwietnia 1806 w La Rivière-Saint-Sauveur, zm. 5 kwietnia 1882 w Paryżu) – francuski myśliciel, reformator społeczny, ekonomista, inżynier oraz pionier badań społecznych. 

## Życiorys
Był profesorem Akademii Górniczej w Paryżu. Jest uważany za twórcę metody monograficznej (między innymi analizy budżetów domowych) w badaniach społecznych. Napisał pracę Les ouvriers européens.
Le Play prowadził badania nad rodzinami francuskich robotników i na tej podstawie formułował program reform społecznych. Prace Frédérica Le Playa we Francji oraz Charlesa Bootha w Anglii miały poważny wpływ na kształtowanie się metod badawczych w socjologii, chociaż badacze ci nie mieli wykształcenia socjologicznego. Ich celem było rozwiązywanie praktycznych kwestii społecznych.

## Upamiętnienie
Jego imieniem nazwano aleję  w 7. dzielnicy Paryża w 1926 (Avenue Frédéric-Le-Play).